# Сарафкина къща
Сарафкината къща е музей във Велико Търново, паметник на културата.

## История
Сарафкината къща е построена през 1861 година от неизвестен майстор. Неин собственик е Димо Сарафа, известен търговец и сараф. В нея живее със съпругата си Анастасия Сарафкина, от която идва името на сградата. Къщата се намира на амфитеатралната улица „Гурко“. Оценявана е като емблематична от епохата на Възраждането.
Съставена е от 5 етажа. Прозорците от страната на улицата е с дървени капаци. Има няколко носещи колони, представителните помещения са разположени на горните 2 етажа, на четвъртия етаж е разположен вестибюл с изглед към долината на река Янтра. 
През 1915 година митрополит Иларион Неврокопски купува къщата за 6000 лева. След смъртта му през 1925 година я наследяват двамата му сестрини синове.
През 1981 година къщата е реставрирана е превърната в музей. Днес в нея се помещава експозицията „Народно изкуство от Търновския край“.
В къщата са снимани кадри от игралния филм „Търновската царица“.